# Korycińscy herbu Topór

Topór – jeden z najstarszych herbów szlacheckich na ziemiach polskich, klejnot rodowy Korycińskich

Korycińscy herbu Topór – polski ród możnowładczy wywodzący się ze wsi Korytno w ziemi sieradzkiej. W czasach późniejszych członkowie rodziny pisali się z Pilczy (Pilica), co miało związek z obecnością tej rodziny również tam.

## Rodowód
Adam Boniecki ze swoim Herbarzu polskim, w tomie 11., opisuje historię rodziny Korycińskich, podważając z całą mocą ustalenia Kaspra Niesieckiego (a co za tym idzie, również Konstantego Hoszowskiego). W przeciwieństwie do tego pierwszego, wywodzi on ów możny ród od Jana Korycińskiego, żyjącego w XVI wieku.

### Genealogia rodziny
1. Sieciech – palatyn Władysława Hermana

"nieznana, ale pewna filiacja z Sieciechem” 2-5 pokoleń:
1. 1. Śmił (?) Sieciechowic z Morawicy
    1. Andrzej z Morawicy – cześnik krakowski
      1. (prawd.) Nawój z Morawicy
        1. (prawd.) Sulisław z Morawicy
          1. Nawój Tęczyński – wojewoda sandomierski, kasztelan krakowski
            1. Andrzej Tęczyński – przodek rodziny żyjącej do 1637 roku
            2. Sagniew Tęczyński – kanonik krakowski
            3. Jan „Owca” Tęczyński – wojewoda krakowski i sandomierski; przodek BALICKICH i OSSOLIŃSKICH

    2. Żegota z Morawicy
      1. Ciechosław z Morawicy – łowczy krakowski
      2. Żegota z Morawicy  – wojewoda, kasztelan krakowski
        1. Otto z Tułkowic
          1. Jan z Tułkowic i Pilicy – kasztelan radomski
            1. Otton z Pilczy PILECKI – wojewoda sandomierski, kasztelan wiślicki × Jadwiga Melsztyńska
              1. Elżbieta, żona m.in. Władysława Jagiełły

          2. Żegota z Pilicy – kasztelan krakowski
            1. Sędziwój z Szubina – wojewoda kaliski, regent królewski
            2. Jędrzej z Jabłonny – wojewoda krakowski
              1. Sędziwój z Jabłonny – cześnik krakowski
              2. Marcin z Jabłonny – kasztelan zawichojski
              3. Jan z KORYTNA – kasztelan sandomierski × N. Małecka
                1. Wojciech KORYCIŃSKI – starosta przedecki, solecki i kłodawski × Petronella Komorowska
                  1. Barbara × Mikołaj Kazanowski; × Spytko Załuski
                  2. Anna × Stanisław Załuski
                  3. Petronella × N. Chocimowski; × Jan Pieniążek
                  4. Katarzyna × N. Moszyński
                  5. Zofia × Krzysztof Rzepiszewski; × Krzysztof Przerębski
                  6. Zuzanna × Maciej Załuski

                2. Maciej – dworzanin Zygmunta Augusta, właściciel Lubochni × N. Spinkówna(?)
                  1. Adam – wspólnie z ojcem właściciel Lubochni

                3. Mikołaj z Korytna, dziedzic Udorza × Barbara Oleśnicka
                  1. Anna × N. Giebułtowski
                  2. Zofia × N. Ciesielski
                  3. Mikołaj – dziedzic Karśnicy; starosta przedecki, kłodawski i solecki oraz żupnik krakowski × Barbara Prowannówna
                    1. Regina × Jerzy Grodziński
                    2. Zofia × Adrian Broniowski
                    3. Krzysztof Piotr – burgrabia krakowski, starosta gniewkowski i sekretarz królewski, a także kasztelan sądecki i wojnicki oraz dyplomata; właściciel miejscowości Poręba Żegoty i założyciel Alwerni × Anna Chlewicka (siostra Mikołaja Chlewickiego); × Krystyna Zebrzydowska. Dzieci jedynie z pierwszego małżeństwa:
                      1. Andrzej – kasztelan wiślicki × Urszula Tymińska
                        1. Elżbieta – mniszka w Sandomierzu
                        2. Barbara × Achacy Przyłęcki, kasztelan oświęcimski
                        3. Jacek Aleksander × księżniczka Helena Sołomerecka, kasztelanka smoleńska, później żona Krzysztofa Sapiehy
                        4. Wszebor
                        5. Bogusław – stolnik krakowski

                      2. Mikołaj – dworzanin królewski, starosta ojcowski oraz kasztelan sandecki × Barbara Pukarzewska; × Magdalena Białobrzeska, wdowa po Marcinie Stadnickim. Dzieci jedynie z pierwszego małżeństwa:
                        1. Barbara × Jan Adam Stadnicki, podkomorzy sanocki
                        2. Mikołaj Ferdynand - starosta ojcowski, kasztelan biecki × Elżbieta Kowalska
                          1. Mikołaj
                          2. Kazimierz

                        3. Stefan – najbardziej zasłużony z rodu, bardzo bliski współpracownik króla Jana Kazimierza, kanclerz wielki koronny × Petronella Gembicka, wojewodzianka łęczycka, córka Stefana Gembickiego
                          1. Barbara × Franciszek Jordan, kasztelan wojnicki
                          2. Piotr - starosta rabsztyński, lipiński, wolbromski, kleszczelowski (krótko), później duchowny, dyplomata w służbie papieskiej
                          3. Mikołaj - starosta ojcowski i wolbromski oraz podkomorzy (łęczycki?) × Katarzyna Brzostowska, córka Cypriana Brzostowskiego
                            1. Barbara × Jan Mączyński

                  4. Andrzej - właściciel Udorza × Barbara Duninówna
                    1. Anna × Tomasz Kowalkowski
                    2. Zuzanna × Krzysztof Szczawiński
                    3. Marianna × Bronisław Gruszecki
                    4. Jadwiga × Jan Ciechomski
                    5. Katarzyna × Jan Sieniński
                    6. Anna × Łukasz Opaliński
                    7. Jan × Anna Cieciartowska; × Elżbieta Dembińska (dzieci z Cieciartowskiej):
                      1. Florian Łukasz
                      2. Katarzyna
                      3. Elżbieta
                      4. Anna
                      5. Bartłomiej × Regina Dembińska

                  5. Jan - dziedzic Sworzyc i Niemojowic, właściciel Żarek; kasztelan oświęcimski × N. Tarkowiecka; × Barbara Męcińska. Dzieci z pierwszego(?) małżeństwa:
                    1. Eufrozyna - ksienia Norbertanek
                    2. N. × Roman Przerębski
                    3. Eleonora Katarzyna × Piotr Tęgoborski
                    4. Aleksander – wojewoda rawski × Zofia Zborowska (córka Aleksandra Zborowskiego); × Zuzanna Jarmolińska ze Szczawińskich (córka Jakuba Szczawińskiego)
                      1. Aleksander - zmarł młodo
                      2. Teofila
                      3. Konstancja Krystyna
                      4. Anna
                      5. Aleksandra
                      6. Ewa Franciszka - Norbertanka w Łęczycy (z drugiej żony)

                    5. Piotr - kanonik łowicki i krakowski, potem pułtuski oraz proboszcz sieradzki; pochowany w katedrze krakowskiej
                    6. Wojciech – biskup kamieniecki, potem arcybiskup lwowski; wykonawca testamentu króla Michała; pochowany na Wawelu
                    7. Mikołaj - dziedzic Żarek, potem również Ochli pod Krotoszynem; kasztelan nakielski × Jadwiga Rydzyńska: × Helena Bełdowska
                      1. Krzysztof (1643 - 11.04.1690) – właściciel Ochli, Zalesia i Leszkowa (syn Rydzyńskiej) × Teresa Choińska
                        1. Wojciech × Zofia Kurnatowska
                        2. Zofia Anna (ur. 26.03.1683) – cysterka w Trzebnicy
                        3. Jadwiga (zm. 8.04.1707) × Teofil Pawłowski
                        4. Barbara × Stanisław Koczorowski; × Marcin Grzegorz Miełaczewski

                      2. Stanisław × Barbara Gostyńska
                        1. Konstancja - dziedziczka dóbr Chocim, Ziemięcin, Karszew i Okrąglice × Stanisław Rydzyński

                      3. Anna - właścicielka wsi Wroniawy × Jan Siemieński; × Kazimierz Pokrzywnicki, miecznik łęczycki
                      4. Marianna × Krzysztof Bronisz

                    8. Stanisław - dziedzic Trzebniowa, Mrozowa, Leśniowa (obecnie część Żarek), Zaborza i innych; kasztelan biecki, sędzia kapturowy
                      1. Franciszek – kasztelan bracławski, właściciel Szczekocin × Maria Teresa Michałowska; × Elżbieta Koniecpolska, córka Samuela Koniecpolskiego (synowie z Koniecpolskiej):
                        1. Jan
                        2. Franciszek
                        3. Stanisław

                    9. Samuel - właściciel Żarek; dworzanin królewski, podczaszy krakowski oraz starosta gniewkowski × Helena Czermińska
                      1. Helena - Norbertanka
                      2. Piotr - kanonik gnieźnieński, krakowski, łowicki i pułtuski oraz proboszcz sieradzki

                    10. Maksymilian
                    11. Roman × Urszula Miaskowska
                      1. Katarzyna - Norbertanka
                      2. Wojciech
                      3. Michał - ksiądz
                      4. Jan

                4. Tomasz
                  1. Mikołaj × N. Podfilipska; × Anna Potocka, córka Mikołaja Potockiego
                    1. Florian (z pierwszej żony)
                    2. N. zamężna Bydłowska (z drugiej żony)
                    3. Jakub × Zofia Budziszowska (z drugiej żony)
                      1. Mikołaj
                        1. Andrzej
                          1. Wojciech
                            1. Józef

                      2. Piotr × Agnieszka Grochowiecka

                  2. Andrzej - chorąży halicki × ?
                    1. trzy córki
                    2. Jan - właściciel części Żukowa
                    3. Stanisław - dworzanin królowej Izabeli Węgierskiej
                    4. Mikołaj
                    5. Wojciech - chorąży halicki

                5. Lenart - osiadł w Wielkopolsce × N.N.
                  1. Balcer × N. Naropińska
                    1. Jakub

                6. Stanisław
                7. Jakub

### Kontrowersje związane z podlaską gałęzią rodziny
Adam Boniecki pisze również o Korycińskich, których pochodzenie nie jest do końca jasne. Wśród nich są i Korycińscy podlascy, którzy co prawda pisali się z Pilcy na Korycianach, lecz prawo do takiej tytulatury jest wątpliwe, co potwierdza brak przyporządkowania ich do starego pnia drzewa genealogicznego Korycińskich oraz bardzo dziwne, jak na tę rodzinę, umiejscowienie ich majątku (Podlasie). Istnieje również pogląd, iż podlascy Korycińscy jedynie podszywali się pod potomków starej, możnowładczej rodziny, a w rzeczywistości byli herbu Gozdawa i pochodzili z drobnej szlachty podlaskiej. (Potrzebne źródło)

### Pochodzenie
Kasper Niesiecki, według Bonieckiego błędnie, wywodzi Korycińskich od Jana, kasztelana sandomierskiego. Jest i pogląd, że ród wywodzi się od Sieciecha, który miałby być przodkiem także m.in. Pileckich i Ossolińskich. Wciąż odbywają się spory na ten temat, choć dokumenty i tradycja pisania się z Pilczy jest wspólna dla Korycińskich i Pileckich - warto w tym miejscu przypomnieć postać Elżbiety Granowskiej (trzeciej żony Władysława Jagiełły), której ojciec znany był jako Otto Pilecki czy Otto Toporczyk (nazwa od herbu Topór), co ma świadczyć o bliskim pokrewieństwie rodzin i pochodzeniu od wspólnego przodka, którym mógł być sam Sieciech lub któryś z jego nieodległych potomków.